# Noe Dawidsohn

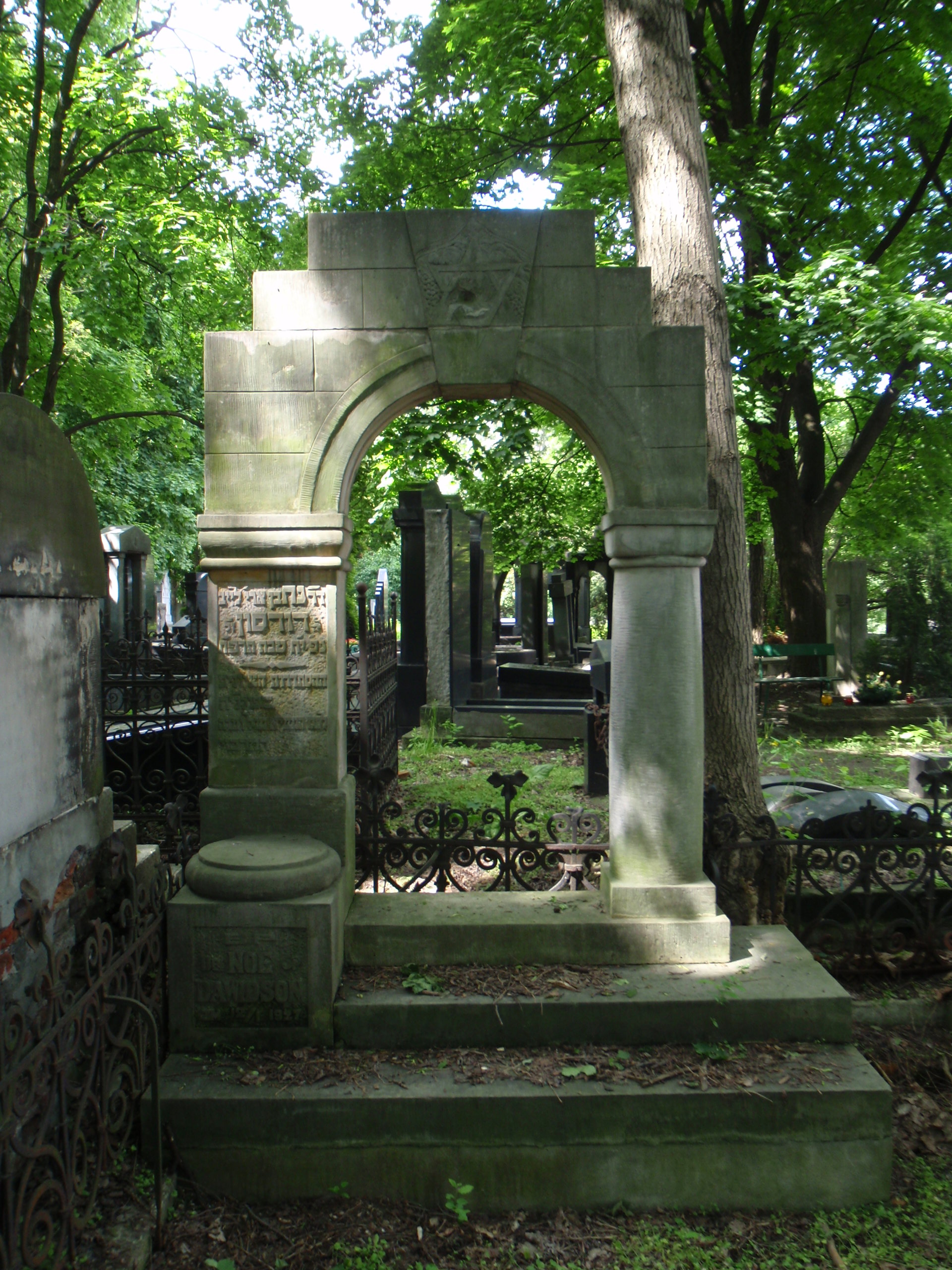
Grób Noego Dawidsohna na cmentarzu żydowskim w Warszawie

Noe Dawidsohn (także Noech Dawidsohn, ur. 1877, zm. 12 stycznia 1928 w Warszawie) – polski lekarz okulista i działacz syjonistyczny żydowskiego pochodzenia. 
Studiował na Cesarskim Uniwersytecie Warszawskim, dyplom otrzymał w 1900 roku. Był ordynatorem oddziału oftalmicznego Szpitala Dziecięcego Bersohnów i Baumannów przy ulicy Siennej i pierwszym dyrektorem Domu Akademickiego Młodzieży Żydowskiej. Zmarł w 1928 roku, pochowany jest na cmentarzu żydowskim przy ulicy Okopowej w Warszawie (kwatera 10, uliczka 1), zaś autorem jego nagrobka jest Abraham Ostrzega.